# Jouy (Eure-et-Loir)
Jouy – miejscowość i gmina we Francji, w Regionie Centralnym, w departamencie Eure-et-Loir.
Według danych na rok 1990 gminę zamieszkiwało 1755 osób, a gęstość zaludnienia wynosiła 136 osób/km² (wśród 1842 gmin Centre, Jouy plasuje się na 224. miejscu pod względem liczby ludności, natomiast pod względem powierzchni na miejscu 994.).